# Cadaqués
Cadaqués è il paese più orientale della parte continentale della Spagna e della Costa Brava, si trova nella provincia di Gerona, in Catalogna nella comarca dell'Alt Empordà.

## Geografia fisica
Si trova in una posizione geografica isolata, alla fine di una strada che s'arrampica sui rilievi del Cap de Creus (non vi sono strade litoranee transitabili), il che lo portava ad avere maggior facilità nelle comunicazioni via mare piuttosto che via terra, come si riflette nella parlata indigena, dai suoni più simili al maiorchino che al catalano.

## Storia
Il toponimo deriva da Cap de Roques. Fu un antico castello dei Franchi, nel 907 il primo conte indipendente della comarca Godofredo diede il paese in dono al monastero di Sant Pere de Rodes. Date le difficili comunicazioni via terra sviluppò molto la marina. Subì diversi attacchi dai pirati che infestarono il mar Mediterraneo e nel 1543 il famoso pirata Barbarossa distrusse il castello. Di questo pirata esiste una leggenda marinara secondo la quale si sarebbe proposto l'obiettivo di uccidere mille persone e teneva una regolare contabilità per esserne certo.
Avvenne un giorno che capitò in una chiesa catalana dove un prete stava celebrando messa ed era al momento della consacrazione del pane e del vino. Barbarossa uccise il sacerdote e buttò in mare il calice e l'ostia, poi s'imbarcò sulla sua nave, ma qui lo colpì la maledizione di san Pietro e il vascello non obbedì più ai suoi comandi, diventando uno dei vascelli fantasma che vagano nel mare senza meta. Cadaqués è stato dichiarato ufficialmente nel 1972 "Paese Pittoresco".

### Turismo
Solitario villaggio di case bianche e località balneare fra gli uliveti è una meta turistica sia per il suo mare sia per il passato artistico che può vantare. Qui infatti, nel piccolo borgo di Port Lligat si installò Salvador Dalí di ritorno da New York ed è rimasta la sua casa-museo. Hanno anche trascorso qui un po' di tempo Pablo Picasso e Federico García Lorca. Da ricordare il soggiorno di Walt Disney che con Dalí collaborò alla progettazione di film di animazione.
Tra gli altri artisti che hanno dimorato per molti anni a Cadaqués si ricordano il pittore Maurice Boitel e il poeta francese Jean Aubert.
Cadaqués è composto di case bianche con tetti rossi, nella Plaça Gran si affacciano una torre semicilindrica e una porta ad arco ribassato. La chiesa parrocchiale di Santa Maria è una chiesa tardo gotica ricostruita nel XVIII secolo e con all'interno uno splendido altare barocco. In paese ci sono due musei: il "Museu More d'Art Grafic Europeu" ricco di disegni di grandi artisti come Dürer, Raffaello, Caravaggio, Rubens, Goya, Picasso, Matisse e altri, e il "Museu d'Art" che espone paesaggi di Cadaqués.

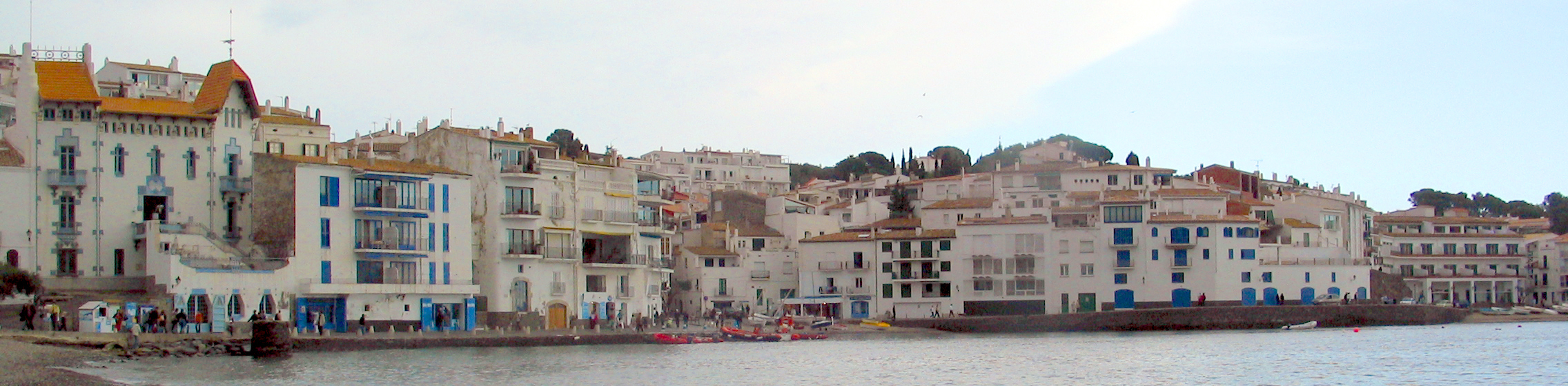
Cadaqués, vista della Platja Gran

Nelle vicinanze del centro sono da vedere il "Parc Natural de Cap de Creus" con meravigliose calette marine e splendidi panorami, il borgo di Port Lligat dove c'è la Casa-Museu Salvador Dalí, il porto e la graziosa località balneare di Roses, El Port de la Selva, piccolo porto ai piedi di verdi colline.

## Cultura

### Eventi
Le feste caratteristiche di tutti i centri abitati spagnoli si svolgono anche qui e le più importanti sono; la Festa Mayor in settembre, Festa Mayor d'hivern in novembre, Festa Mayor de Gastronomia in dicembre. Il paese ha anche una Orquestra de Cadagues.

### Gemellaggi
- Torri del Benaco

## Galleria d'immagini

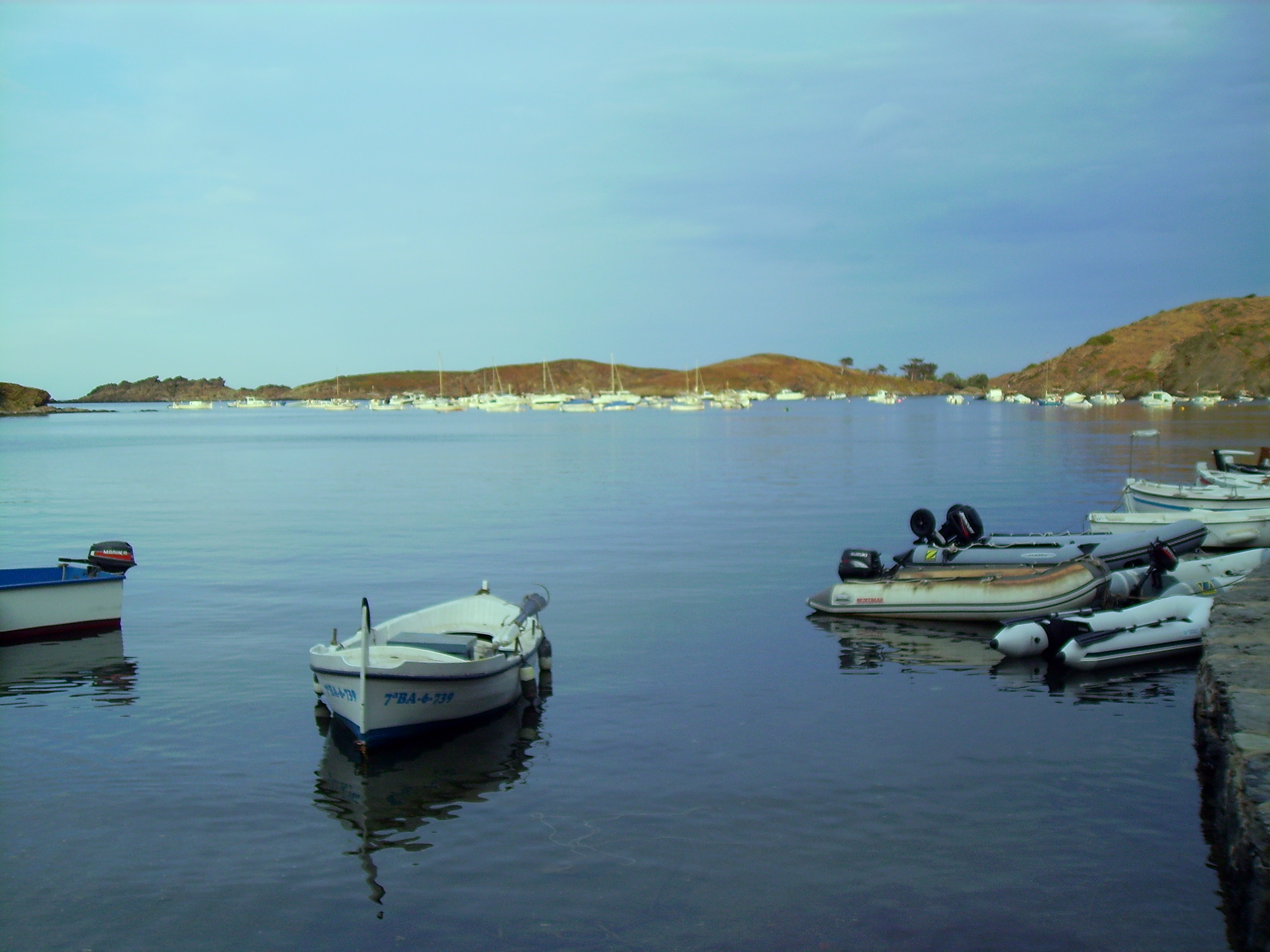
Portlligat
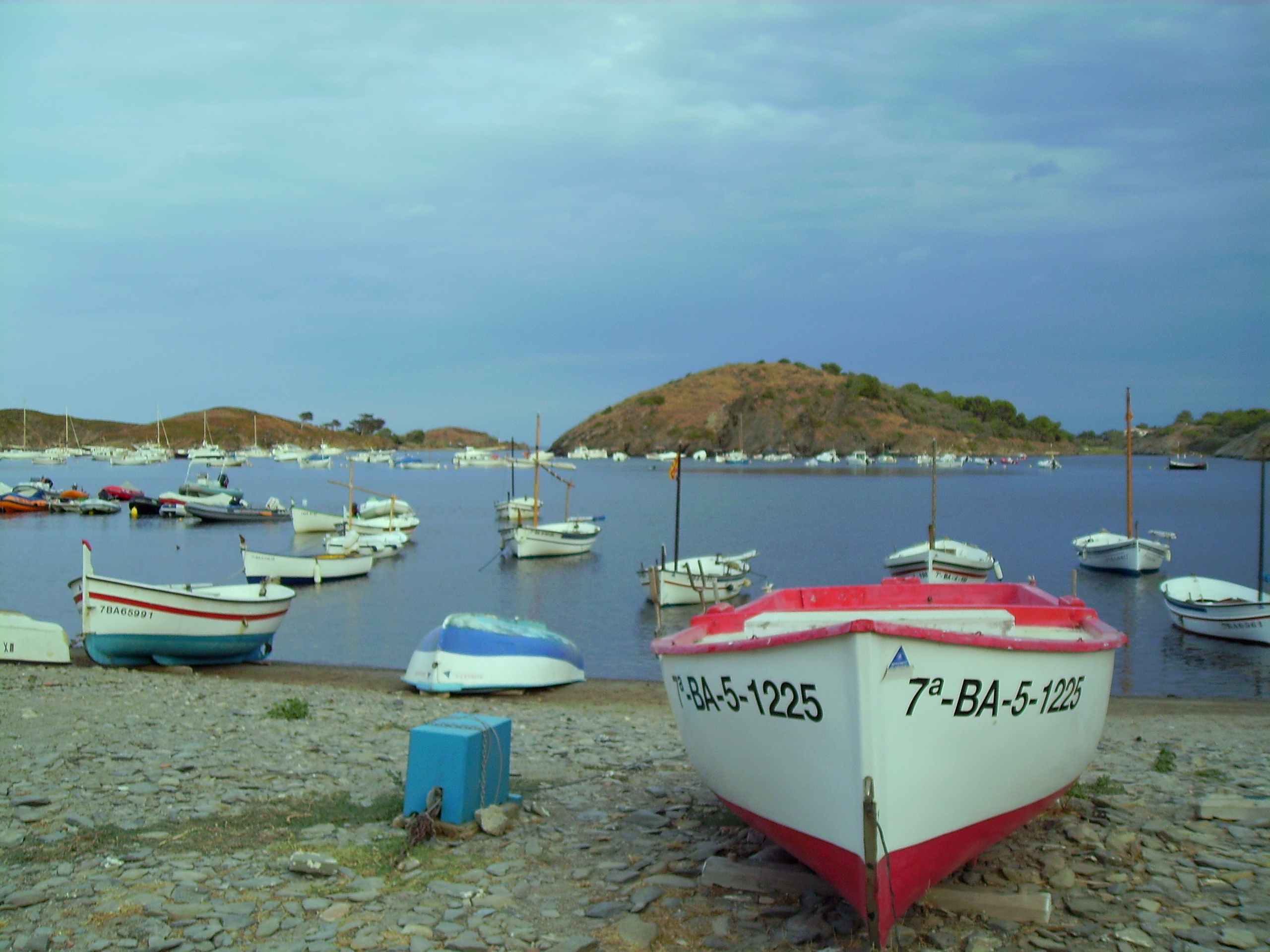
Portlligat
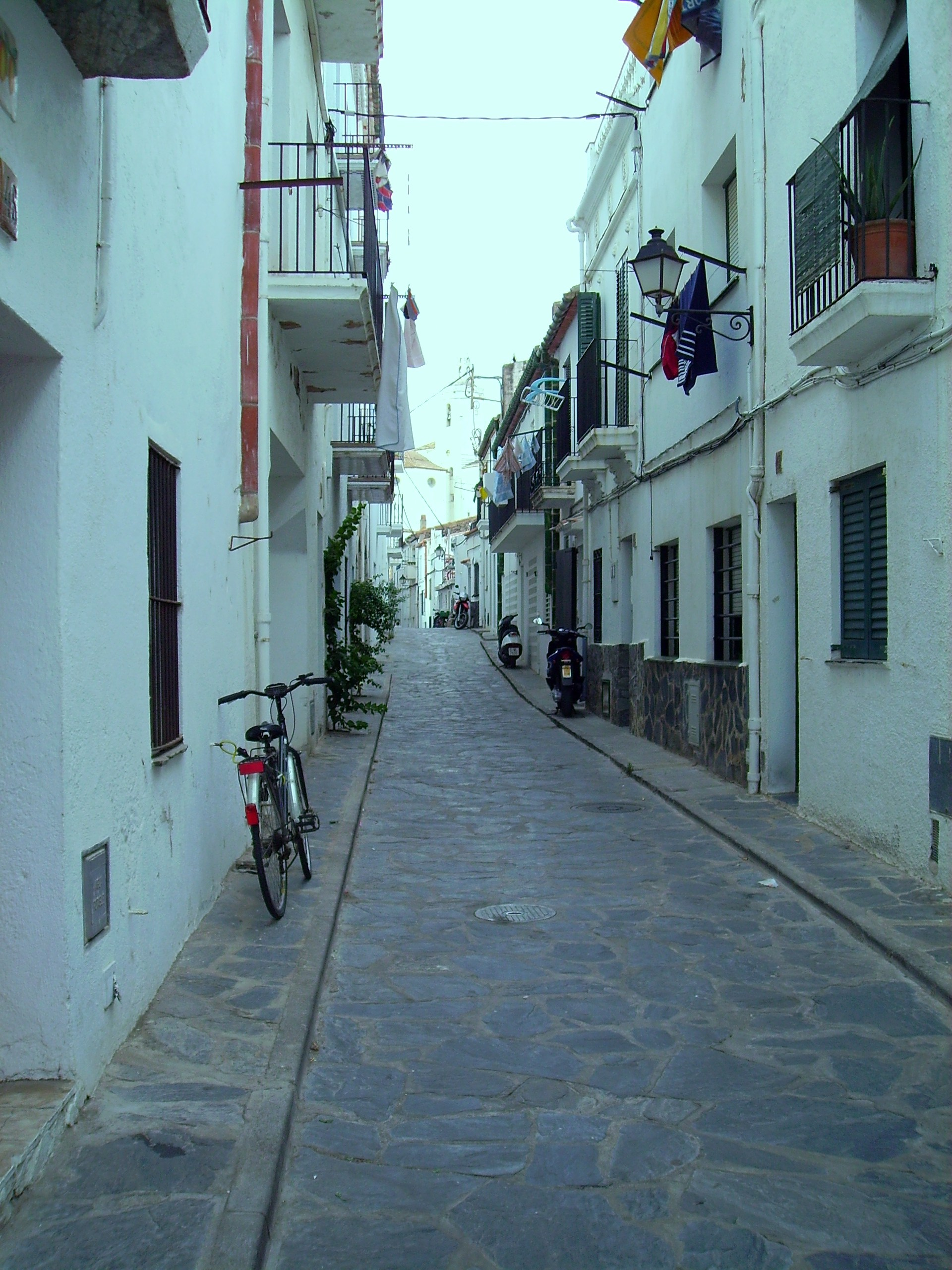
Strada di Cadaqués
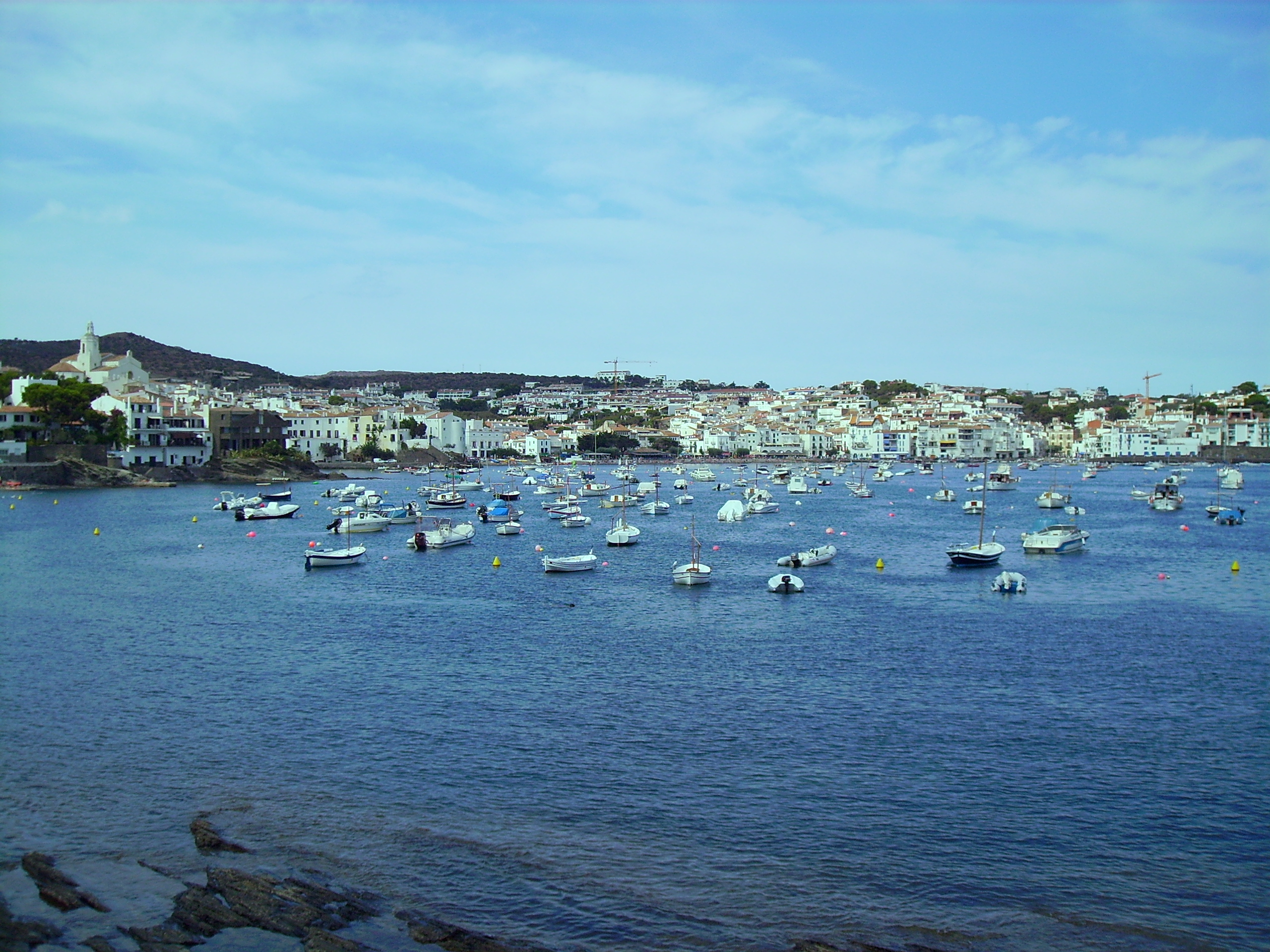
Baia di Cadaqués
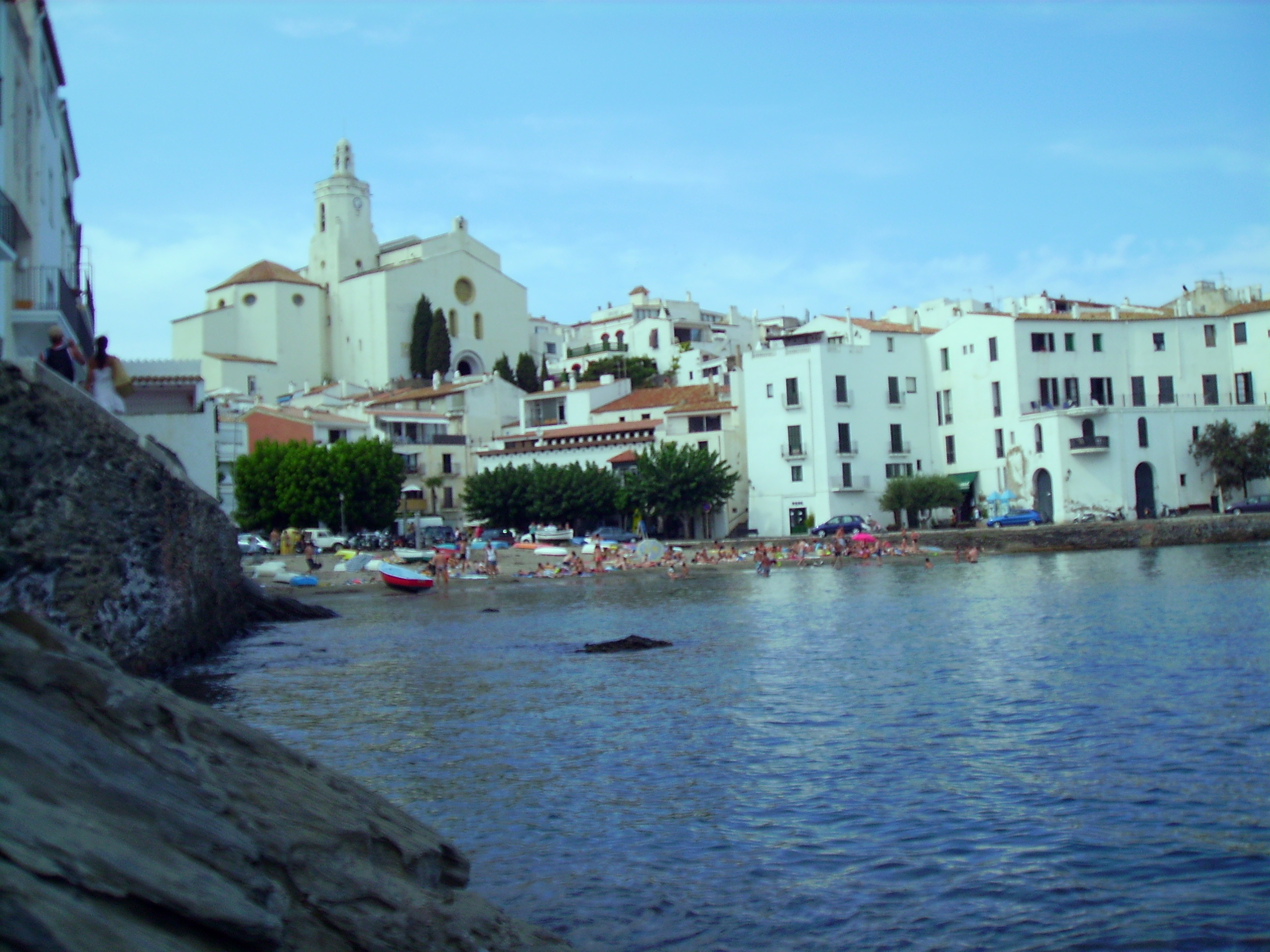
Chiesa di Santa Maria
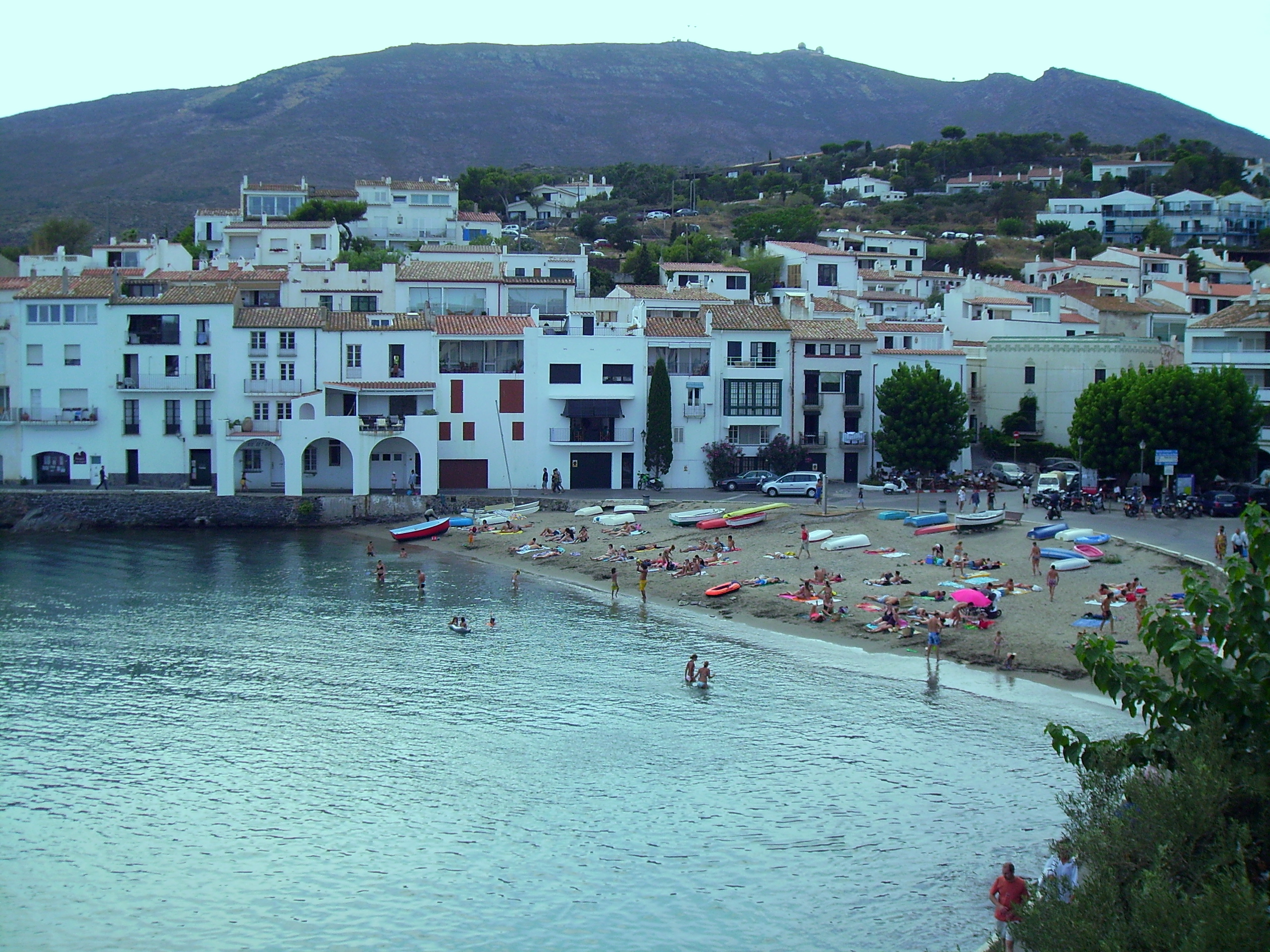
Spiaggia di Cadaqués
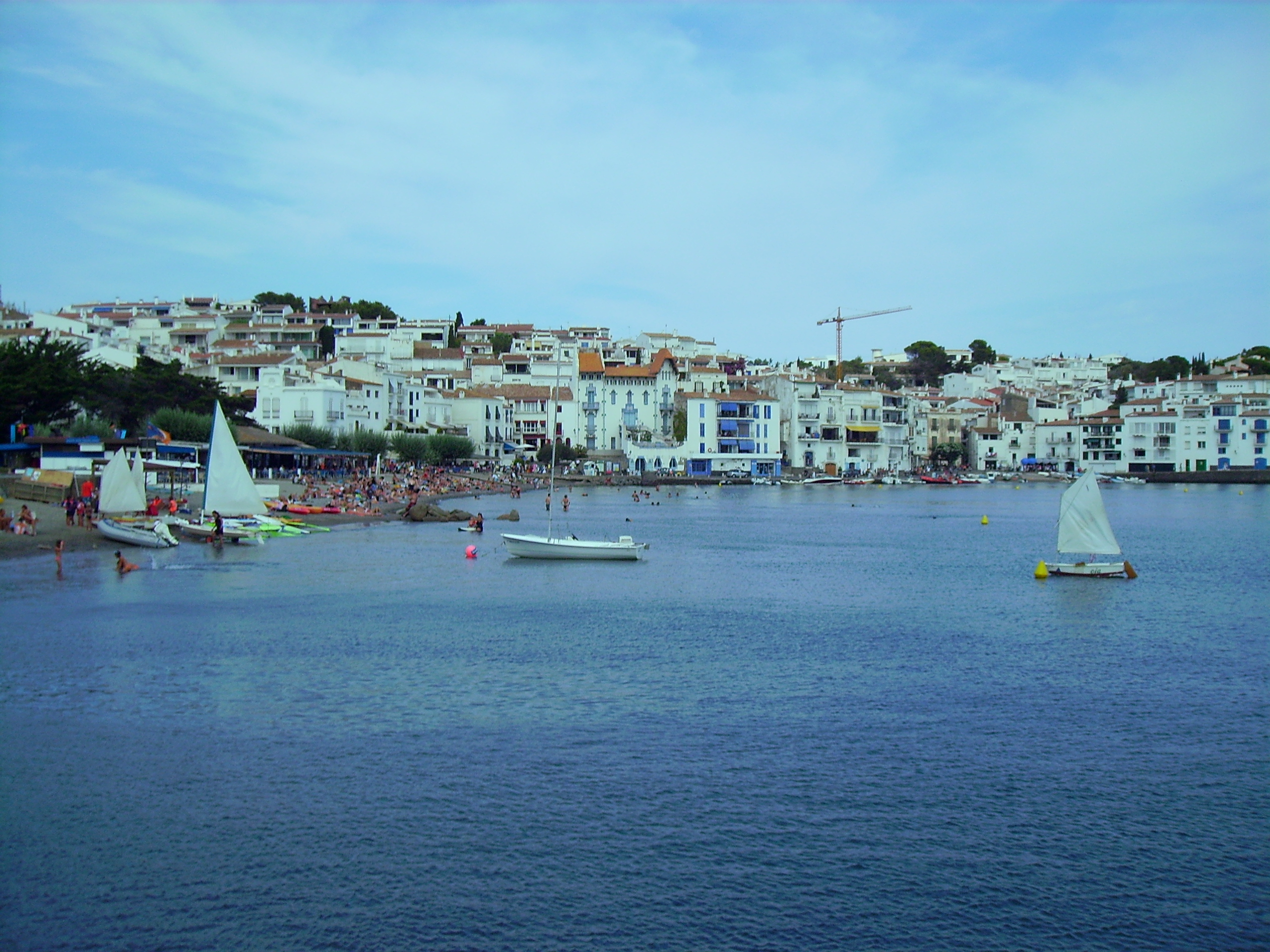
La baia
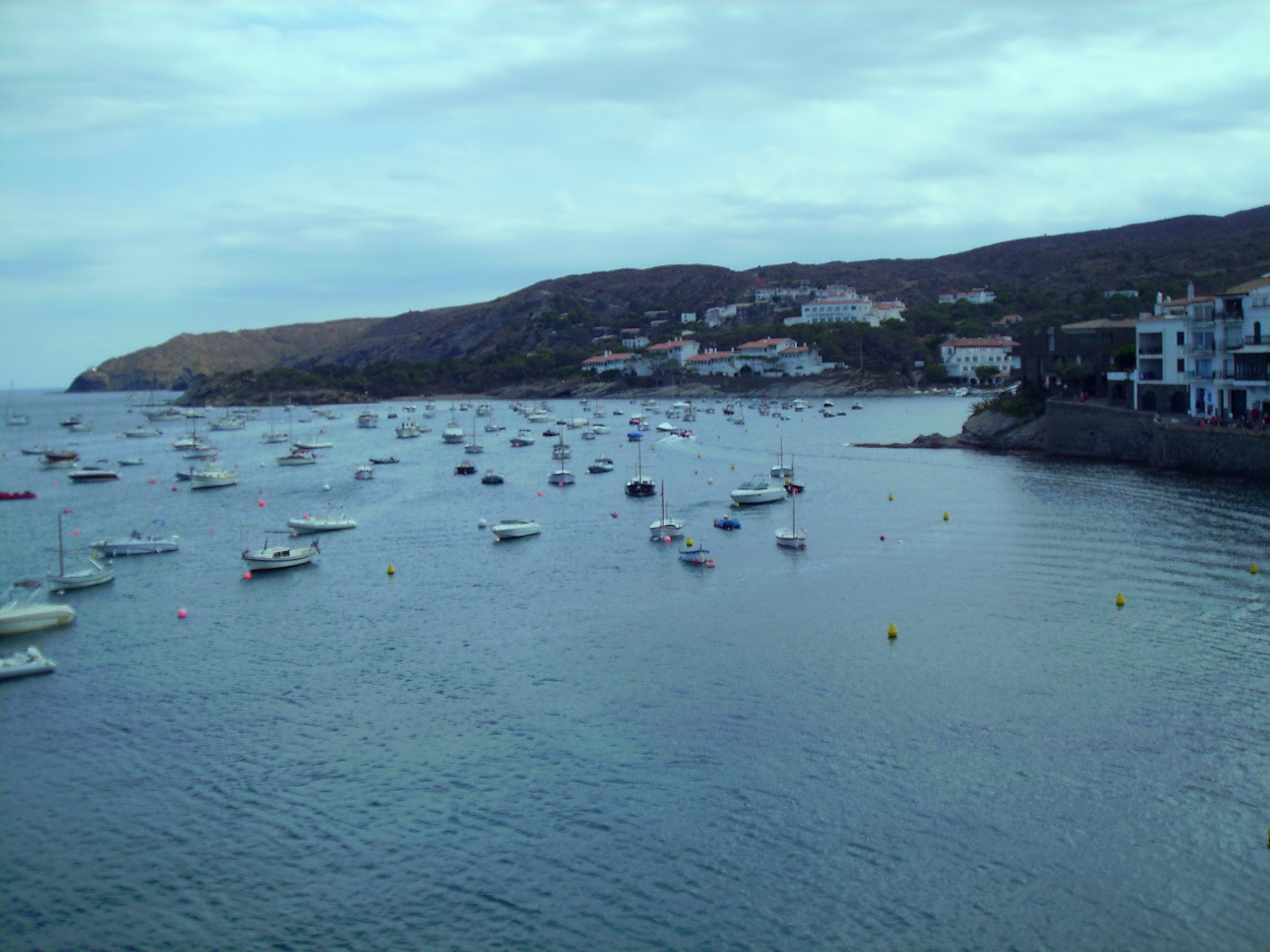
Immagine dal mare